# Erbiceni
Erbiceni is een Roemeense gemeente in het district Iași.
Erbiceni telt 5743 inwoners.